# Kiszewo
Kiszewo este o arie protejată (sit de importanță comunitară — SCI) din Polonia întinsă pe o suprafață de 2.301,11 ha, integral pe uscat.

## Localizare
Centrul sitului Kiszewo este situat la coordonatele 52°43′04″N 16°38′55″E / 52.7178°N 16.6486°E.

## Înființare
Situl Kiszewo a fost declarat sit de importanță comunitară în octombrie 2009 pentru a proteja 1 specie de animale.

## Biodiversitate
Situată în ecoregiunea continentală, aria protejată conține 5 habitate naturale: Fânețe de joasă altitudine (Alopecurus pratensis, Sanguisorba officinalis), Păduri de stejar și carpen Galio-Carpinetum, Păduri aluvionare cu Alnus glutinosa și Fraxinus excelsior (Alno-Padion, Alnion incanae, Salicion albae), Păduri mixte riverane de Quercus robur, Ulmus laevis și Ulmus minor, Fraxinus excelsior sau Fraxinus angustifolia, de-a lungul marilor râuri (Ulmenion minoris), Păduri central-europene de pin scoțian cu licheni.
La baza desemnării sitului se află o specie protejată de  mamifere: liliac comun (Myotis myotis).